# Фоновый шум Интернета
Фоновый шум Интернета (англ. Internet background noise, IBN, также известный как фоновое излучение Интернета, по аналогии с естественным фоновым излучением) — явление в Интернете, состоящее из пакетов данных, которые направляются по IP-адресам или портам, где отсутствует сетевое устройство-получатель. За фоновым излучением Интернета наблюдают сетевые телескопы.
Эти пакеты часто содержат нежелательные коммерческие или сетевые управляющие сообщения, обратные сообщения, сканирование портов и вызваны деятельностью сетевых червей.
Малые устройства, такие как модемы DSL, могут иметь жестко прошитый IP-адрес для поиска сервера точного времени с использованием протокола сетевого времени. Если по какой-то причине этот NTP-сервер больше недоступен, неисправный модем может повторять неудачные запросы каждую секунду, и это, если затронуто много устройств, генерирует значительный объем ненужного трафика.

## Исторический контекст
В первые 10 лет существования Интернета фонового шума было очень мало, но вместе с его коммерциализацией в 1990-х годах фактор шума стал постоянным явлением.
Червь Conficker в 2010 году был ответственен за большое количество фонового шума, создаваемого вирусами, ищущими новых жертв. Помимо вредоносных действий, источниками фонового шума также являются неправильно настроенное оборудование и утечки из частных сетей.

## 2000-е
По по состоянию на ноябрь 2010 г., оценочно, каждую секунду генерируется 5,5 гигабит (687,5 мегабайт) фонового шума.
В начале 2000-х годов также было подсчитано, что пользователь коммутируемого модема теряет около 20 бит в секунду их пропускной способности из-за паразитного трафика. За последнее десятилетие количество фонового шума для блока адресов IPv4/8 (который содержит 16,7 млн адресов) увеличилось с 1 до 50. Мбит/с (от 1 КБ/с до 6,25 МБ/с ). Новый протокол IPv6, который имеет гораздо большее адресное пространство, затруднит сканирование портов вирусами, а также ограничит помехи от неправильно настроенного оборудования.
Фоновый интернет-шум использовался для обнаружения значительных изменений в интернет-трафике и проходимости каналов во время политических волнений 2011 года по блокам IP-адресов, которые были расположены в Ливии.
Backscatter — это термин, придуманный Верном Паксоном для описания фонового интернет-шума, возникающего в результате DDoS- атаки с использованием нескольких поддельных адресов. Этот шум обратного рассеяния используется сетевыми телескопами для косвенного наблюдения за крупномасштабными атаками в реальном времени.